# NGC 4527
NGC 4527 é uma galáxia espiral barrada (SBbc) localizada na direcção da constelação de Virgo. Possui uma declinação de +02° 39' 12" e uma ascensão recta de 12 horas, 34 minutos e 08,8 segundos.
A galáxia NGC 4527 foi descoberta em 23 de Fevereiro de 1784 por William Herschel.